# 帕德尔内德亚利亚里斯
帕德尔内德亚利亚里斯，是西班牙加利西亚自治区奥伦塞省的一个市镇。总面积39平方公里，总人口1667人（2001年），人口密度43人/平方公里。